# Marsella
Pour le film espagnol, voir Marsella (film).
Marsella est aussi Marseille en espagnol.
Marsella est une municipalité située dans le département de Risaralda en Colombie. Elle est située à 33 kilomètres au nord-ouest de la ville de Pereira, la capitale départementale. Le territoire de Marsella se caractérise par sa topographie montagneuse et est traversé par d’importantes sources hydriques telles que les rivières Cauca et San Francisco.
Parmi ses célébrations les plus remarquables figurent les fêtes anniversaires, célébrées du 18 au 20 juillet, et les fêtes de l’Amour et de l’Amitié, qui ont lieu au mois de novembre.
Marsella fait partie du Paysage culturel du café, déclaré Patrimoine mondial de l’humanité par l’UNESCO, et est considéré comme l’une des communes les plus pittoresques et les mieux conservées de la région. Son économie repose principalement sur l’agriculture, notamment la culture du café, de la banane plantain, des agrumes et du cacao.
Parmi ses principaux attraits touristiques se trouvent la Maison de la Culture, qui a récemment célébré son 50e anniversaire en tant que centre de promotion artistique et culturelle, le Jardin botanique Alejandro Humboldt, qui abrite une riche biodiversité de flore et de faune, et le cimetière Jesús María Estrada, remarquable pour son architecture combinant des éléments gothiques et baroques.

## Histoire
Fondée en 1860, elle fut connue initialement sous le nom de "Villa Rica de Segovia", puis "Segovia". Elle appartenait au départ à la province de Robledo dans le département du Cauca et, à partir de 1905, au département de Caldas ; elle prit le nom de Marsella le 8 avril 1915. Avec la séparation des départements de Quindío et Risaralda de celui de Caldas, Marsella fit partie des 14 municipalités qui composent le département de Risaralda en 1967.
Ses fondateurs furent Pedro Pineda et María Gregoria Muñoz, tous deux originaires de la localité voisine de Villamaría, qui invitèrent d’autres « paisas » à occuper ces terres. Participèrent également à la fondation José Bedoya, Pedro Castaño, Estanislao Obando, Luis Betancur, Felipe Otálvaro, Félix Toro, Juana Toro, Enrique Muñoz, Nepomuceno Correa, Pedro Gonzáles, Cruz Jiménez et Carlos Morales.

## Géographie

### Hydrographie
Leurs terres sont irriguées par le río Cauca et le río San Francisco, qui servent à leur tour de ligne de division ou de limites avec les municipalités voisines. Le río San Francisco parcourt une distance de 18 kilomètres et son bassin hydrographique couvre une superficie de 87 kilomètres carrés ; selon le rapport environnemental de 1997, son état général de conservation est moyen. La Quebrada de la Nona avait autrefois un grand débit ; aujourd’hui, c’est la source qui alimente l’aqueduc de la municipalité. La Quebrada el Guayabo, qui prend sa source dans l’Alto de la Escalera, alimente en eau sur son parcours des fermes d’élevage bovin, et possède plusieurs espèces de poissons comme des sabaletas, des bocachicos, des bagres et des capitanes. La Santa Teresa, où se trouve une source d’eau salée, ainsi que d’autres ruisseaux comme les Tazas, la Arenosa, Carolina, los Chancos, la Mica, Sabaletas, Alegrías et la María, apparaissent également.

## Culture et patrimoine

### Monuments et lieux touristiques

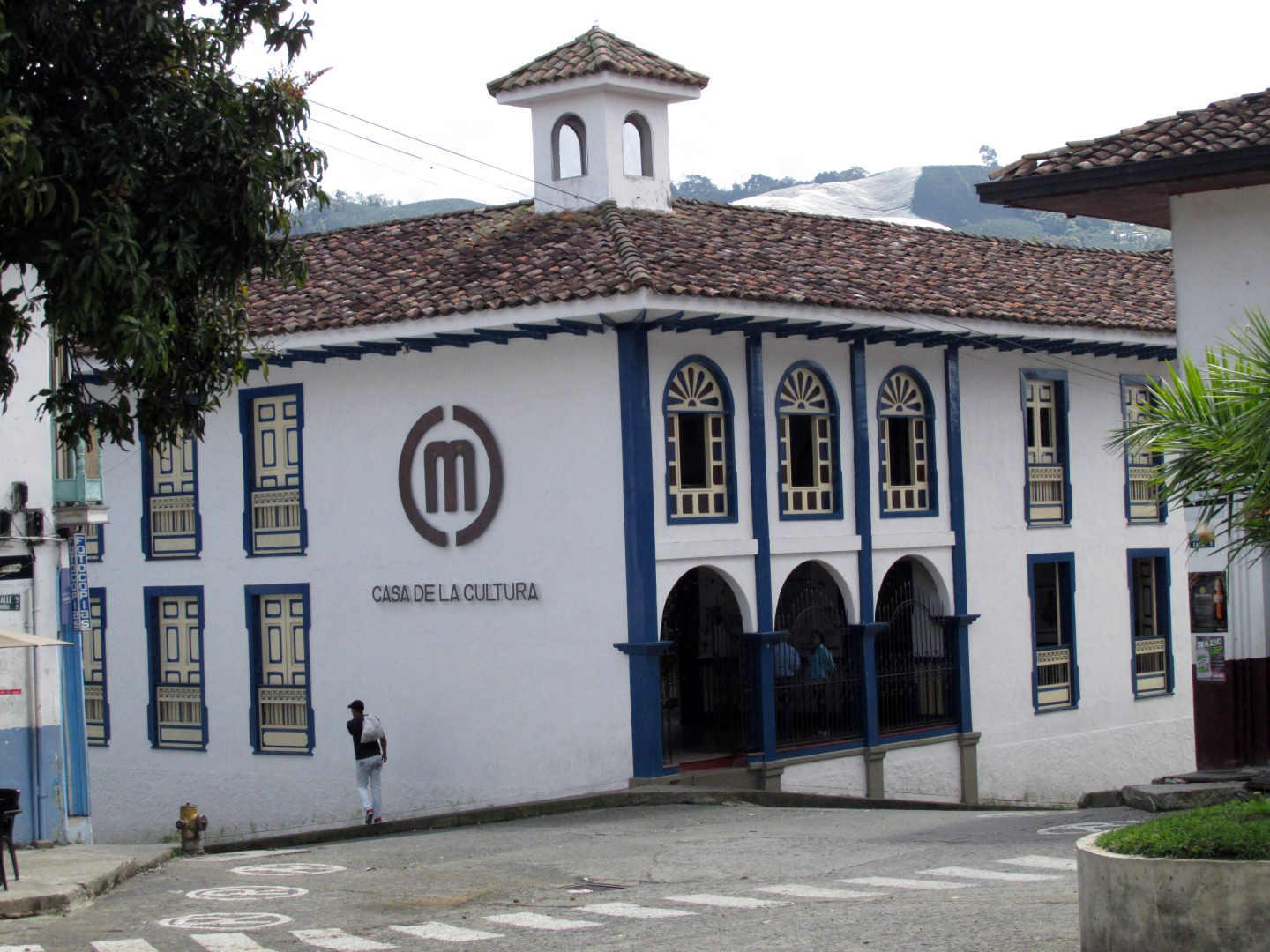
Vue extérieur de la maison de la culture.

- Maison de la culture, pièce artistique du patrimoine national, située à l’angle de la place principale, avec de vastes salons contenant des figures et fragments de l’époque coloniale et précolombienne où l’on trouve des portes, des vases et divers objets de l’époque, ainsi que des éléments provenant des découvertes des colonies natives de la zone, répartis dans différentes sections du bâtiment.
- Église María Inmaculada, en 1905 elle fut érigée en paroisse par Monseigneur Nacianceno Hoyos, évêque de Manizales, recevant le nom de paroisse de Segovia, dirigée par le père Jesús María Estrada.
- Jardin botanique, situé sur l’avenue en direction de Pereira. C’est un lieu de loisirs et une grande attraction touristique grâce à la diversité de la faune et des plantes.

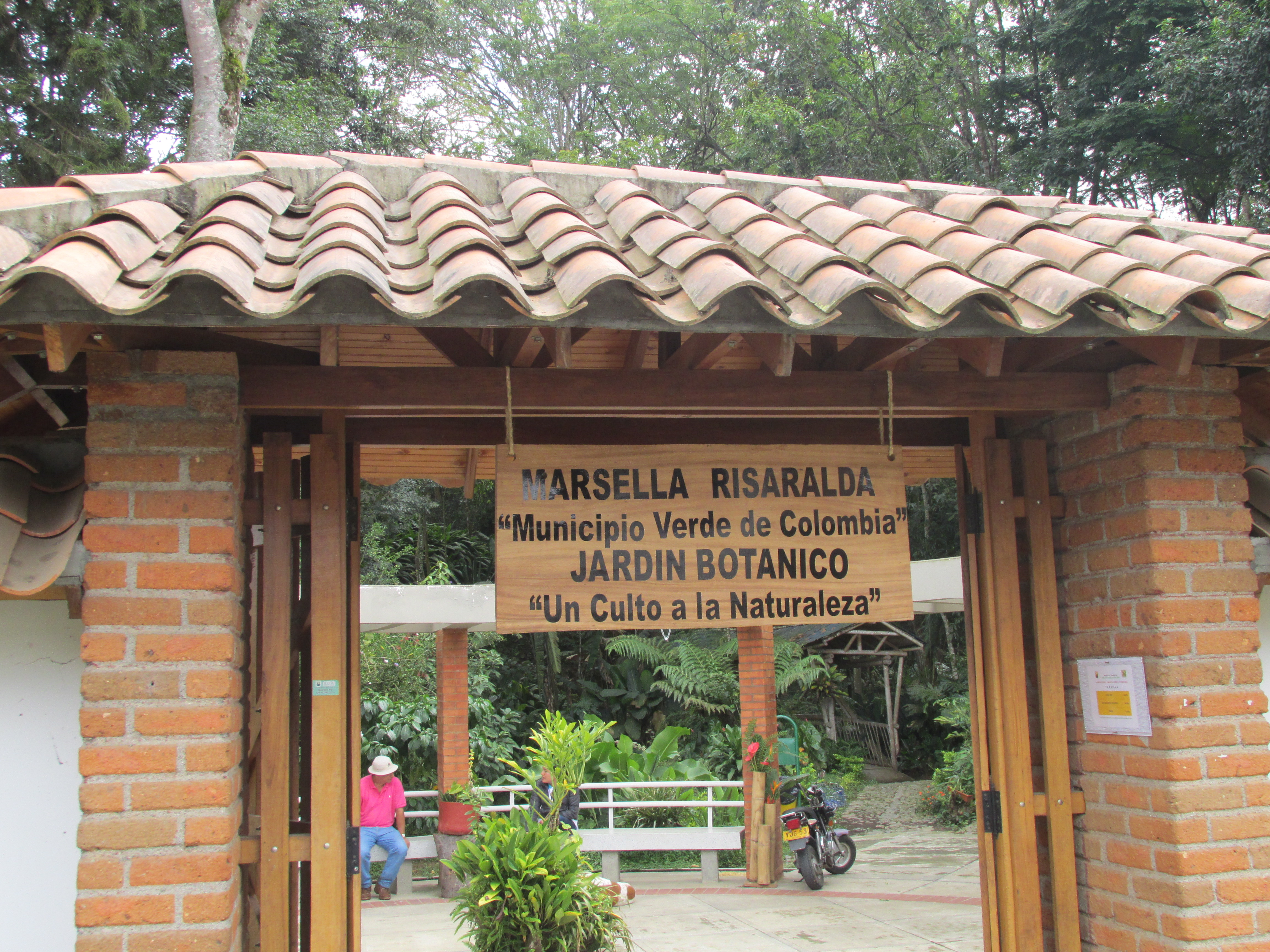
Entrée du jardin botanique.

- Galerie, généralement fréquentée les week-ends par les habitants de la municipalité qui viennent des hameaux.
- Mairie municipale, l’un des principaux bâtiments bordant la place.
- Le cimetière Jesús María Estrada, construit en 1928, où se mêlent plusieurs styles architecturaux comme le baroque, le gothique, le romantique et le corinthien, ainsi que des éléments de l’art précolombien muisca.[3]

### Personnalités liées à la commune
- Tomás Issa Álvarez (1925-2006) : Professeur et illustre habitant de Marsella qui a laissé une empreinte indélébile chez les habitants de la municipalité.[4]
- Monseigneur Jesús María Estrada : Curé de la municipalité, il fut la personne qui céda le premier siège de l’Institut Estrada, collège qui porte aujourd’hui son nom.[5]
- Kevin Castillo : Cycliste de Marsella, vainqueur du Clásico RCN 2024.[6]

### Culture populaire

#### Télévision
- De plus, la municipalité de Marsella a servi de lieu de tournage pour des productions télévisées comme Las hermanitas Calle de Caracol Televisión, où le village est appelé Villa Fuerte, et Doña Bella, production du Canal RCN, où le village est nommé Agua Hermosa.[7]